# Scleria naumanniana
Scleria naumanniana är en halvgräsart som beskrevs av Johann Otto Boeckeler. Scleria naumanniana ingår i släktet Scleria och familjen halvgräs. Inga underarter finns listade i Catalogue of Life.